# Jill Valentine
Jill Valentine (ジル・バレンタイン, Jiru Barentain) é uma personagem na série de terror de sobrevivência, Resident Evil, criada pela empresa japonesa Capcom. Ela foi apresentada como um dos dois personagens do jogador no Resident Evil (1996) original, com o seu parceiro, Chris Redfield, como membro da unidade do Serviço de Táticas Especiais e Resgate (em inglês:  Special Tactics And Rescue Service, STARS) do Departamento de Polícia de Raccoon City. Jill e Chris lutam contra a Corporação Umbrella, uma empresa farmacêutica cuja bioterrorismo cria zumbis e outras armas bio-orgânicas.
Jill é a protagonista de vários jogos Resident Evil, além de novelizações e filmes, e apareceu em outras franquias de jogos, incluindo Marvel vs. Capcom, Project X Zone, Teppen, e Dead by Daylight. Em jogos posteriores, como o remake de 2002, The Umbrella Chronicles (2007), Resident Evil 5 (2009), e Resident Evil: The Mercenaries 3D (2011), suas características foram baseadas na modelo e atriz canadense Julia Voth. Várias atrizes interpretaram Jill, incluindo Sienna Guillory e Hannah John-Kamen na série de filmes Resident Evil.
Publicações sobre jogos eletrônicos descreveram Jill como uma das personagens de vídeo game mais populares e icônicas, e elogiou-a como a mais simpática e consistente em Resident Evil, além de receber elogios e críticas em relação à representação de gênero nos jogos.

## Conceito
Jill Valentine foi apresentada como um dos dois protagonistas jogáveis com seu parceiro, Chris Redfield, no vídeo game de terror de sobrevivência Resident Evil de 1996 da Capcom. Ela foi criada pelo diretor Shinji Mikami e pelo artista conceitual Isao Ohishi. Para evitar a objetificação sexual das mulheres nos vídeo games, Mikami se recusou a erotizar ou retratar mulheres como submissas em Resident Evil; Jill foi caracterizada como independente.
Americana de ascendência japonesa e francesa, ela serviu no Exército dos Estados Unidos e se destacou no desarmamento de bombas durante o seu treinamento na Força Delta, e mais tarde se juntou à unidade de operações especiais do Serviço de Táticas Especiais e Resgate (em inglês:  Special Tactics and Rescue Service, S.T.A.R.S.). Experiente com armas, explosivos e arrombamento de fechaduras, ela é inteligente, corajosa e leal. Embora suas histórias progridam "na mesma direção geral", a jogabilidade é diferente para Jill e Chris; seu inventário é maior e ela tem uma ferramenta de arrombamento de fechaduras (em inglês:  lock-pick), dando a ela acesso antecipado a mais ítens de saúde e munição. Com base nessas diferenças, Jill foi recomendada para jogadores iniciantes de Resident Evil. O desenvolvedor de jogos Jun Takeuchi deu a cada personagem um estilo de roupa único para torná-los instantaneamente reconhecíveis, com a personagem de Jill usando uma boina azul característica.
De acordo com a estudiosa de mídia digital, Esther MacCallum-Stewart, as personagens femininas de Mikami possuem qualidades únicas (o que as torna escolhas viáveis para os jogadores, em vez de suas contrapartes masculinas), e seus trajes de combate as ajudaram a evitar críticas por atender ao olhar masculino. Segundo Mikami: "Não sei se coloquei mais ênfase em personagens femininas, mas quando as apresento, nunca é como objetos. Em [outros] jogos, elas serão personagens periféricas com física de seios ridícula. Evito esse tipo de erotismo óbvio." Apesar disso, jogos subsequentes da série que não foram dirigidos por Mikami retrataram Jill em trajes reveladores. Estudiosos da mídia feministas disseram que os jogadores foram encorajados a objetificar e se identificar com a personagem, e sugeriram que a representação inicial de Jill por Mikami como uma militar profissional moderou a capacidade dos diretores de jogos subsequentes de sexualizar abertamente a personagem.

### Aparência

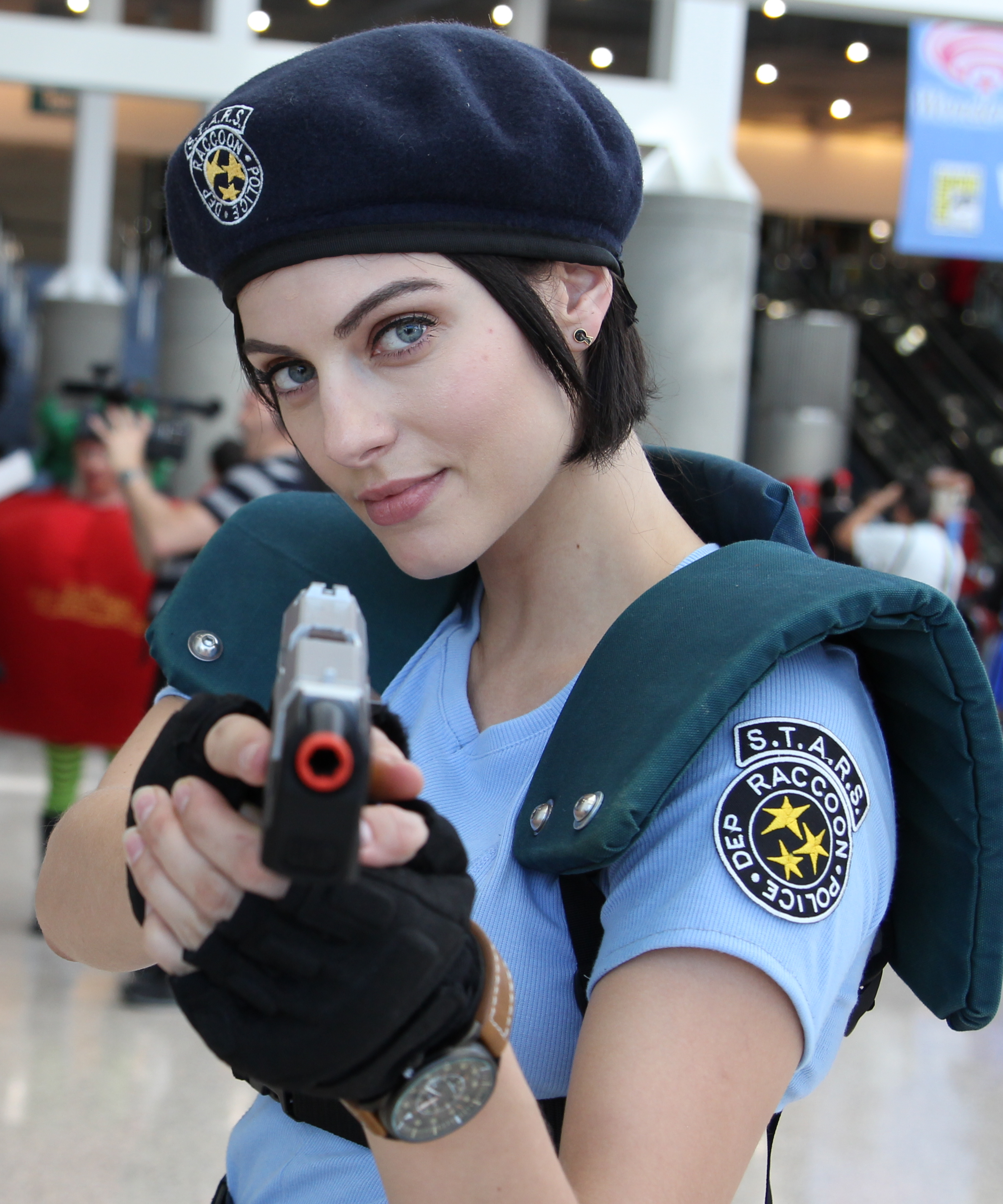
Julia Voth fazendo cosplay do estilo original de Jill Valentine. Ela foi a modelo para a aparência da personagem de 2002 até o remake de 2020, Resident Evil 3.

Jill foi redesenhada ao longo da série; no remake de 2002 do jogo original, sua aparência foi baseada na modelo e atriz canadense Julia Voth. O produtor da Capcom, Hiroyuki Kobayashi, disse que eles a deixaram mais kawaii no remake, mas a mantiveram forte e musculosa. Julia Voth foi reutilizada em Resident Evil: The Umbrella Chronicles (2007) e Resident Evil 5 (2009). Resident Evil 5 tem Chris como protagonista, e seus designers optaram por focar em como ambos os personagens envelheceram desde o jogo original. Jill passou por outra reformulação em Resident Evil 5 para refletir seu status como cobaia em experimentos de pesquisa biológica. Representada com cabelos loiros, pele clara e uma roupa justa – descrita como um traje de batalha – suas mudanças representam os efeitos dos experimentos. Elementos feministas criticaram a nova aparência como um exemplo de branqueamento, e MacCallum-Stewart sugeriu que a popularidade da série foi prejudicada pelo reaparecimento inexplicável de Jill como uma "assassina BDSM controlada pela mente". No remake de Resident Evil 3 de 2020, a personagem é baseada na modelo russa Sasha Zotova. O redesenho de Jill reflete a visão dos desenvolvedores por trás de sua reimaginação como uma heroína de ação; como a direção de arte do remake é baseada em fotorrealismo, a Capcom queria garantir que Jill se encaixasse no ambiente do mundo do jogo.
Trajes alternativos como recompensas para os jogadores têm sido uma característica essencial da série Resident Evil. Completar o remake de 2002 desbloqueia a habilidade de vestir Jill com seu traje de minissaia de Resident Evil 3: Nemesis e como Sarah Connor no filme Terminator 2: Judgment Day de 1991. A minissaia foi adicionada durante o desenvolvimento a pedido da equipe; os desenvolvedores mudaram os ângulos da câmera para reduzir a exposição da saia por baixo, combinando as cores da saia e da calcinha para tornar qualquer exposição da saia por baixo menos óbvia. A roupa reapareceu em Resident Evil: The Mercenaries 3D (2011). Uma prequela dos eventos de Resident Evil 5, o episódio de conteúdo para download (DLC), Lost in Nightmares, inclui uma roupa alternativa para Jill, baseada em roupas militares e esportivas. Como Resident Evil: Revelations (2012) se passa no mar, seu traje lembra uma roupa de mergulho. O desenho inicial apresentava mais equipamentos táticos acoplados ao seu dispositivo de controle de flutuabilidade, mas eles foram removidos para destacar seus contornos físicos. Sua roupa alternativa no jogo, uma fantasia de pirata reveladora, é colorida para contrastar com os temas sombrios da história.

### Atrizes e dubladoras

A atriz da introdução em live-action do Resident Evil original, identificada nos créditos apenas como "Inezh".

A atriz que atuou nas cenas de ação live-action do jogo original foi creditada apenas pelo seu primeiro nome; Jill foi interpretada por "Inezh", uma estudante do ensino médio. A gravação teve problemas, com o cenário de filmagem desconfortável, quente e cheio de mosquitos. O diretor do jogo, Shinji Mikami, comentou sobre Inezh em uma entrevista para o livro Another Side of Biohazard, lançado no Japão em 2001:
Bem… Nós filmamos aquilo às margens do rio Tama no Japão, no começo do filme, Jill faz uma expressão parecendo que está assustada. Mas não era isso. A atriz de Jill era apenas uma estudante de colegial naquela época e tinha que correr por aí no meio da noite tomando picadas de mosquitos. Então ela fez aquela cara de “quero ir para casa”. Ela era apenas uma criança imatura. Aquela gravação barata foi totalmente erro meu. Eu não tinha tempo e dinheiro suficientes. Além disto, peguei estes atores apenas pela aparência. Agora acho que devia ter escolhido pelo desempenho. Mas… tarde demais agora.
As dubladoras que interpretaram Jill incluem Catherine Disher em Resident Evil 3, Heidi Anderson no remake de 2002, Kathleen Barr no jogo de ação e aventura de 2004 da Capcom, Under the Skin, e Tara Platt no pachislot Biohazard; um jogo de arcade lançado no Japão. Patricia Ja Lee forneceu a voz e a captura de movimento para os jogos The Umbrella Chronicles e Resident Evil 5. Kari Wahlgren dublou a personagem nos jogos Marvel vs. Capcom 3: Fate of Two Worlds e Ultimate Marvel vs. Capcom 3. Jill foi dublada em Resident Evil: Revelations por Michelle Ruff, que retornou para o jogo não-canônico Resident Evil: Operation Raccoon City. Nicole Tompkins dublou e forneceu captura de movimento para Jill no remake de Resident Evil 3 e reprisou seu papel no filme de animação computadorizada, Resident Evil: Death Island. Atsuko Yuya dublou Jill na versão japonesa dos jogos.
A personagem apareceu em três episódios da série original de filmes Resident Evil, onde foi interpretada pela atriz inglesa Sienna Guillory. Hannah John-Kamen interpretou o papel no filme de 2021, Resident Evil: Bem-vindo a Raccoon City.

## Aparições

### Nos jogosResident Evil
| 1996 | Resident Evil                          |
| 1997 | Resident Evil: Director's Cut          |
| 1998 |                                        |
| 1999 | Resident Evil 3: Nemesis               |
| 2000 |                                        |
| 2001 |                                        |
| 2002 | Resident Evil (remake)                 |
| 2003 | Resident Evil: The Missions            |
| 2004 |                                        |
| 2005 |                                        |
| 2006 |                                        |
| 2007 | Resident Evil: The Umbrella Chronicles |
| 2008 | Resident Evil: Genesis                 |
| 2009 | Resident Evil 5                        |
| 2010 |                                        |
| 2011 | Resident Evil: Mercenaries Vs.         |
| 2011 | Resident Evil: The Mercenaries 3D      |
| 2011 | Resident Evil Outbreak Survive         |
| 2012 | Resident Evil: Revelations             |
| 2012 | Resident Evil: Operation Raccoon City  |
| 2013 |                                        |
| 2014 |                                        |
| 2015 |                                        |
| 2016 |                                        |
| 2017 |                                        |
| 2018 |                                        |
| 2019 |                                        |
| 2020 | Resident Evil 3 (remake)               |
| 2020 | Resident Evil: Resistance              |
| 2021 |                                        |
| 2022 | Resident Evil Re:Verse                 |

Cada jogo da série se passa na fictícia metrópole americana de Raccoon City até sua destruição no final de Resident Evil 3: Nemesis. Os jogos subsequentes com Jill se passam na Rússia, na África e no Mar Mediterrâneo. O jogo original se passa em julho de 1998, em uma mansão nos arredores de Raccoon City, onde Jill e a Equipe A da S.T.A.R.S. entram enquanto procuram seus colegas da Equipe B, que desapareceram. Trabalhando com o seu parceiro, Barry Burton, ela descobre que a mansão é uma fachada para um laboratório de guerra biológica operado pela Corporação Umbrella; seus ocupantes mortos-vivos são cientistas que desenvolveram o mutagênico vírus T (em inglês:  T-virus). Seu comandante, Albert Wesker, é um agente duplo da Umbrella. Jill e Chris estão entre os cinco sobreviventes do incidente, que formam uma forte amizade e se tornam oponentes apaixonados do bioterrorismo.
Jill não apareceu em Resident Evil 2 (1998), pois a equipe de produção usou novos protagonistas (Leon S. Kennedy e Claire Redfield) para preservar os elementos de terror do jogo original; Mikami achou que Jill e Chris seriam experientes demais para se assustarem com os eventos da sequência. Ela retornou como única protagonista em Resident Evil 3: Nemesis (1999). Mikami – o produtor principal de Nemesis e Resident Evil – Code: Veronica (2000), produzidos simultaneamente – queria que cada jogo destacasse uma personagem feminina que já tivesse aparecido na série; Jill é a protagonista em Nemesis, e Claire é a personagem principal em Code: Veronica. Observadores sugeriram que essas decisões foram tomadas como resultado do sucesso da série Tomb Raider, que tem Lara Croft como protagonista.
Nemesis se passa dois meses após o primeiro jogo, quando Jill se junta ao Departamento de Polícia de Raccoon City (RCPD) para proteger o maior número possível de civis do vírus T. Jill pediu demissão em protesto pela falha da polícia em tomar medidas contra a Umbrella, mas permaneceu na cidade para investigar a corporação. O uniforme policial que ela usava no jogo original foi substituído por um top azul menos formal, minissaia preta e botas de cano longo.
Em Nemesis, Jill escapa de Raccoon City antes de sua destruição por um ataque nuclear como parte de um acobertamento do governo americano. Ela é perseguida por Nemesis, um supersoldado encarregado de matar os membros restantes da equipe STARS. Em vez de matar Jill, Nemesis a infecta com o vírus T; seu novo parceiro, Carlos Oliveira – um ex-mercenário da Umbrella – a cura da infecção com uma vacina produzida pela corporação.
The Resident Evil: Umbrella Chronicles se passa em 2003, quando Jill e Chris se juntam a uma organização privada para expor as atividades de guerra biológica da Corporação Umbrella; levando um grupo a destruir sua única instalação de pesquisa restante, na Rússia. Após a queda da corporação, Jill e Carlos se tornam membros fundadores da Aliança de Avaliação de Segurança do Bioterrorismo (em inglês:  Bioterrorism Security Assessment Alliance, BSAA) das Nações Unidas. Em Resident Evil: Revelations – ambientado dois anos depois – Jill e o novo parceiro Parker Luciani são enviados para resgatar Chris, que supostamente está sendo mantido refém em um navio-fantasma no Mediterrâneo. Uma vez a bordo, ela descobre que o navio está infestado com um novo tipo de mutagênico capaz de infectar o ecossistema aquático. Jill e Chris desvendam uma conspiração política envolvendo um surto mutagênico anterior e uma investigação fracassada de uma agência rival.
Resident Evil 5 se passa em 2009, na cidade africana fictícia de Kijuju, onde terroristas estão transformando moradores locais em zumbis. Um desses terroristas é Jill, que estava desaparecida em combate pelos últimos dois anos e meio. Ambientado em 2006, o DLC Lost in Nightmares mostra Jill e Chris procurando pelo fundador da Umbrella em uma mansão; para salvar Chris de Wesker, Jill o derruba através de uma janela. Nenhum corpo é recuperado e Jill é declarada morta. Na verdade, ela ficou ferida na queda e foi feita refém por Wesker, que a usa como cobaia em seus experimentos biológicos. Os anticorpos produzidos pelo sistema de Jill como resultado de sua infecção pelo vírus T, injetado por Nemesis, são a base para o vírus Uroboros, o catalisador dos eventos de Resident Evil 5.
Durante Resident Evil 5, Chris descobre que Jill está viva; Wesker anexou um dispositivo de controle mental a ela, o que a força a cometer atos terroristas e lutar contra Chris e sua nova parceira, a agente local da BSAA, Sheva Alomar. Jill tem autocontrole suficiente para abrir sua roupa para que o dispositivo possa ser visto e removido. Após sua remoção, ela explica que sabia o que estava fazendo, mas não conseguia controlar suas ações e incita Chris e Sheva a continuarem sua missão. Outro episódio de DLC, Desperate Escape, descreve como Jill escapou em segurança com a ajuda do agente local da BSAA, Josh Stone, antes de ajudarem Chris e Sheva a matar Wesker.
Jill também é uma personagem jogável em vários jogos Resident Evil não-canônicos, e aparece em vários jogos Resident Evil para celular, sendo a protagonista de Resident Evil: Genesis (2008), uma versão de história alternativa do jogo original.

### Nos filmesResident Evil

O traje de Jill Valentine no jogo Resident Evil 3: Nemesis e no filme Resident Evil: Apocalipse, interpretrada por Sienna Guillory.

Jill Valentine aparece em vários filmes de Resident Evil, sendo interpretada pela atriz inglesa Sienna Guillory. A personagem foi escalada para ser a protagonista do primeiro filme de Resident Evil (2002), sob a direção de George A. Romero. Quando Paul W. S. Anderson assumiu o lugar de Romero, ele criou uma nova personagem para a série de filmes: Alice, interpretada por Milla Jovovich; que se tornaria sua esposa. Jill aparece na sequência de 2004, Resident Evil 2: Apocalipse, como uma policial caída em desgraça que escapa das ruínas de Raccoon City com a ajuda de Alice e outros sobreviventes. Sua roupa no filme é baseada em suas roupas no jogo Resident Evil 3: Nemesis. Anderson considerou descrever o traje como um disfarce, e Jovovich sugeriu uma onda de calor como explicação. Anderson acabou decidindo ignorar completamente o problema, dizendo que as pessoas que criticassem seu traje "provavelmente não deveriam assistir a um filme Resident Evil [para começar]".

Jill aparece em uma cena pós-créditos em Resident Evil: Afterlife (2010), usando o dispositivo de controle mental do jogo Resident Evil 5 e liderando um ataque contra Alice, Chris, Claire e os sobreviventes que eles resgataram após um surto viral em Los Angeles. Em Resident Evil: Retribution (2012), ela é uma antagonista programada para capturar Alice. O filme começa com uma cena em reverso onde Jill lidera um assalto a um navio-petroleiro que abriga Alice e outros sobreviventes. Jill está vestida com um macacão roxo justo, de estilo catsuit, tal como no jogo, e usa duas submetralhadoras Skorpion em akimbo. O traje tem um decote que mostra o dispositivo de controle mental em forma de escaravelho. O clímax do filme é o enfrentamento em combate individual entre Jill e Alice, numa luta coreografada com mais de 200 movimentos. Em entrevista, Sienna comentou:
"Tive gêmeos este ano, em fevereiro, e eu diria que não há maior motivação do que saber que você vai enfrentar Milla Jovovich em uma catsuit meses depois de dar à luz gêmeos. Então somos nós, nos enfrentando, o que é bem assustador porque ela é incrível e eu tenho que ser tão boa quanto ela, se não melhor". 
Após a luta, Jill recupera o controle de si mesma depois que Alice remove o dispositivo de controle mental do seu esterno. Ela não apareceu no último filme, Resident Evil: The Final Chapter (2016), aparentemente morrendo fora da tela. De acordo com Jovovich, Jill foi excluída porque havia muitos outros personagens.
A série de filmes Resident Evil recebeu críticas consistentemente negativas; no entanto, o Cinefantastique elogiou a atuação de Sienna Guillory em Apocalipse como o único destaque da filmografia. No filme reboot Resident Evil: Bem-vindo a Raccoon City (2021), Jill é interpretada por Hannah John-Kamen. O filme foi criticado pela mudança na aparência e personalidade dos personagens, além de terem a etnia trocada, com um ator de ascendência indiana interpretando Leon S. Kennedy e uma mulata interpretando Jill. Apesar de também ser britânica, Hannah é mestiça de pai nigeriano e mãe norueguesa. Jill também apareceu no filme de animação de 2023, Resident Evil: Death Island, com a mesma aparência do remake Resident Evil 3. A animação segue o cânone que Jill não envelhece por causa do vírus T, e os criadores confirmaram que foi ordenado pela Capcom que ela permanecesse jovem.

### Em novelizações
Jill aparece em novelizações de filmes e jogos. Jill é a protagonista em Resident Evil: A Conspiração Umbrella (1998) e desempenha um papel coadjuvante no segundo romance, Resident Evil: O Incidente de Caliban Cove (1998), ambos da série de S. D. Perry. Em Resident Evil: The Umbrella Conspiracy, a novelização de Perry do jogo original, o passado de Jill na Força Delta não é mencionado; antes de sua carreira na aplicação da lei, ela teria sido cúmplice de seu pai, um ladrão profissional, Dick Valentine. Vários quadrinhos baseados nos jogos foram lançados, alguns em estilo mangá como Resident Evil: Infinite Darkness – The Beginning (2023) e a série Resident Evil: Death Island (2024), com oito episódios.

### Outras aparições
Jill Valentine faz participações especiais em outros jogos (cameo), especialmente crossovers em jogos de luta. Jill é uma personagem jogável em Marvel vs. Capcom 2: New Age of Heroes (2000) e Marvel vs. Capcom 3: Fate of Two Worlds (2011), jogos apresentando heróis famosos das duas marcas. Ela também é uma lutadora junto com Ada Wong em Puzzle Fighter (2017), um jogo gratuito de quebra-cabar que foi logo descontinuado em 2018. Jill é a parceira de Chris Redfield em Project X Zone e Project X Zone 2, jogos de RPG de estratégia baseados no crossover de personagens famosos dos games. É uma personagem jogável em Teppen (2019), um jogo de coleção de cartas. Em Dead by Daylight (2016), um jogo de sobrevivência de terror multijogador assimétrico, Jill é um dos sobreviventes ao lado de Leon S. Kennedy, fugindo do matador Nemesis na Delegacia de Racoon City, no DLC Resident Evil de 2021.
Jill tem uma participação especial não-jogável em Under the Skin (2004). O jogador controla o alienígena Cosmi em vários estágios, onde pode coletar moedas criando pânico até atingir um certo número de moedas para avançar para o próximo nível. Para esconder sua verdadeira identidade, ele assume a forma de vários humanos e ganha diferentes power-ups com cada um. Quando ele recebe uma certa quantidade de dano, o jogador terá que trocar rapidamente de forma humana ou então seu disfarce será descoberto. Cada estágio tem um alienígena rival diferente que irá competir com o jogador ou ajudá-lo a avançar. No estágio Raccoon City, o rival é Nemesis e os agentes Jill Valentine, Carlos Oliveira e outros mercenários do Serviço de Contramedidas de Risco Biológico da Umbrella (em inglês:  Umbrella Biohazard Countermeasure Service, U.B.C.S.), acompanhados por uma variedade de civis infectados pelo vírus T. Desta feita, o jogador pode assumir a forma de Jill.
Uma outra forma comum de aparição são os muitos cameos como opção de aparência de outros personagens (skin). A ex-agente da S.T.A.R.S. é uma skin alternativa para Chun-Li em Super Gem Fighter Mini Mix (1998), Cammy em Street Fighter V (2016) e Zofia em Tom Clancy's The Division 2 (2019), e pode ser selecionada como uma skin jogável em We Love Golf! (2007), Tom Clancy's Rainbow Six Siege (2015) e Fortnite Battle Royale (2017). No jogo de luta crossover Super Smash Bros. Ultimate (2018), Jill foi um dos power-ups de "espíritos" durante um evento de cinco dias, junto com Chris Redfield, Leon Kennedy e Albert Wesker. Um robô vestido como Jill faz uma breve referência em Astro's Playroom (2020) e Astro Bot (2024).
Os produtos com Jill incluem bonecos, estatuetas e até mesmo perfumes. A Capcom colaborou com a Little Armory para criar réplicas pequenas das armas dos protagonistas de Resident Evil: Death Island; com uma metralhadora M60 para Chris, uma escopeta automática AA12 para Leon e uma escopeta M870 sem coronha e de cano curto para Jill. Ela também é uma personagem no jogo de cartas Resident Evil Deck Building Card Game (2011), da Bandai. A personagem foi destaque em atrações temáticas de Resident Evil no Universal Studios Japan e no Halloween Horror Nights da Universal Orlando. O restaurante temático da Capcom, Biohazard Cafe & Grill S.T.A.R.S., inaugurado em Shibuya, em Tóquio, em 2012, serviu um prato de macarrão com o seu nome para mulheres: "S.T.A.R.S. Original Noodles (Women Only) 'Jill Ver'". Havia um correspondente masculino, "(Men Only) 'Barry Ver'".

## Legado

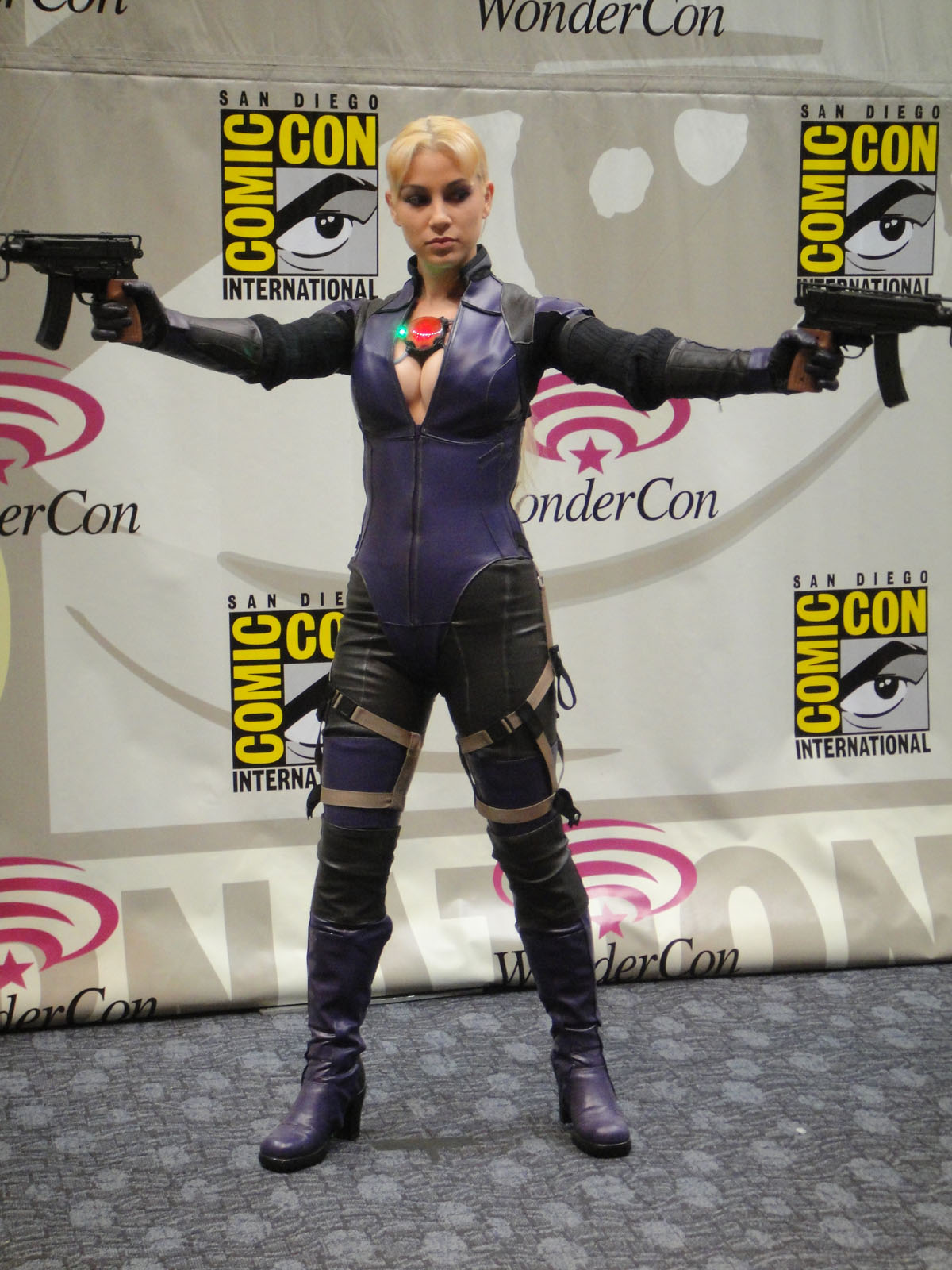
Cosplayer recria a aparência redesenhada de Jill Valentine em Resident Evil 5, com as armas akimbo, a catsuit roxa e o escaravelho escarlate de controle da mente.

Jill Valentine é uma das personagens mais amadas da série Resident Evil e do mundo dos jogos em geral. Publicações sobre jogos, incluindo a versão de 2011 do Guinness World Records Gamer's Edition, descreveram Jill Valentine como uma das personagens de vídeo game mais populares e icônicas. Na Penny Arcade Expo de 2013, jornalistas e desenvolvedores de jogos a nomearam uma das três principais personagens principais dos RPG ocidentais e japoneses. As revistas a elogiaram como a personagem mais simpática de Resident Evil, com o arco narrativo mais crível e consistente da série. A personagem foi citada como um dos maiores mascotes da indústria de jogo eletrônicos, uma personagem feminina forte, durona e atraente que poderia atrair um público amplo. No Dia da Mulher de 2025, Jill foi eleita pelos fãs como a personagem feminina mais popular da Capcom.
Jill sempre foi celebrada por sua beleza, mesmo não sendo hipersexualizada em suas primeiras aparições. Ela foi destacada como um exemplo de personagens femininas da série que não eram julgadas apenas pelo gênero e por ter "o desenho mais sensato" para uma personagem feminina de meados e final da década de 1990. Seu relacionamento profissional com Chris Redfield foi elogiado por ser baseado na lealdade, e não no romance, e por seu equilíbrio de personalidades: o intelecto de Jill e a força de Chris.
Várias falas do jogo alcançaram popularidade duradoura, entre elas "Você quase foi um sanduíche de Jill" (em inglês:  You were almost a Jill sandwich), uma piada dita por Barry Burton depois que uma armadilha no teto quase esmaga Jill, foi revivida como um meme da Internet uma década após o lançamento do jogo e se tornou tema de fan art retratando Jill em um sanduíche ou como o próprio sanduíche. A Capcom usou a fala como easter egg em vários de seus jogos posteriores, incluindo Dead Rising (2006), Resident Evil: Uprising (2009), Resident Evil: Revelations 2 (2015) e Resident Evil: Resistance (2020). Outro trecho de diálogo de Burton – "E, Jill, aqui está uma gazua. Pode ser útil se você, a mestre em destrancar, a levar consigo" – também se tornou popular. A fala, parodiada pelo silêncio excessivo entre as palavras, foi removida das edições posteriores.